# بخش‌های خودمختار اسپانیا

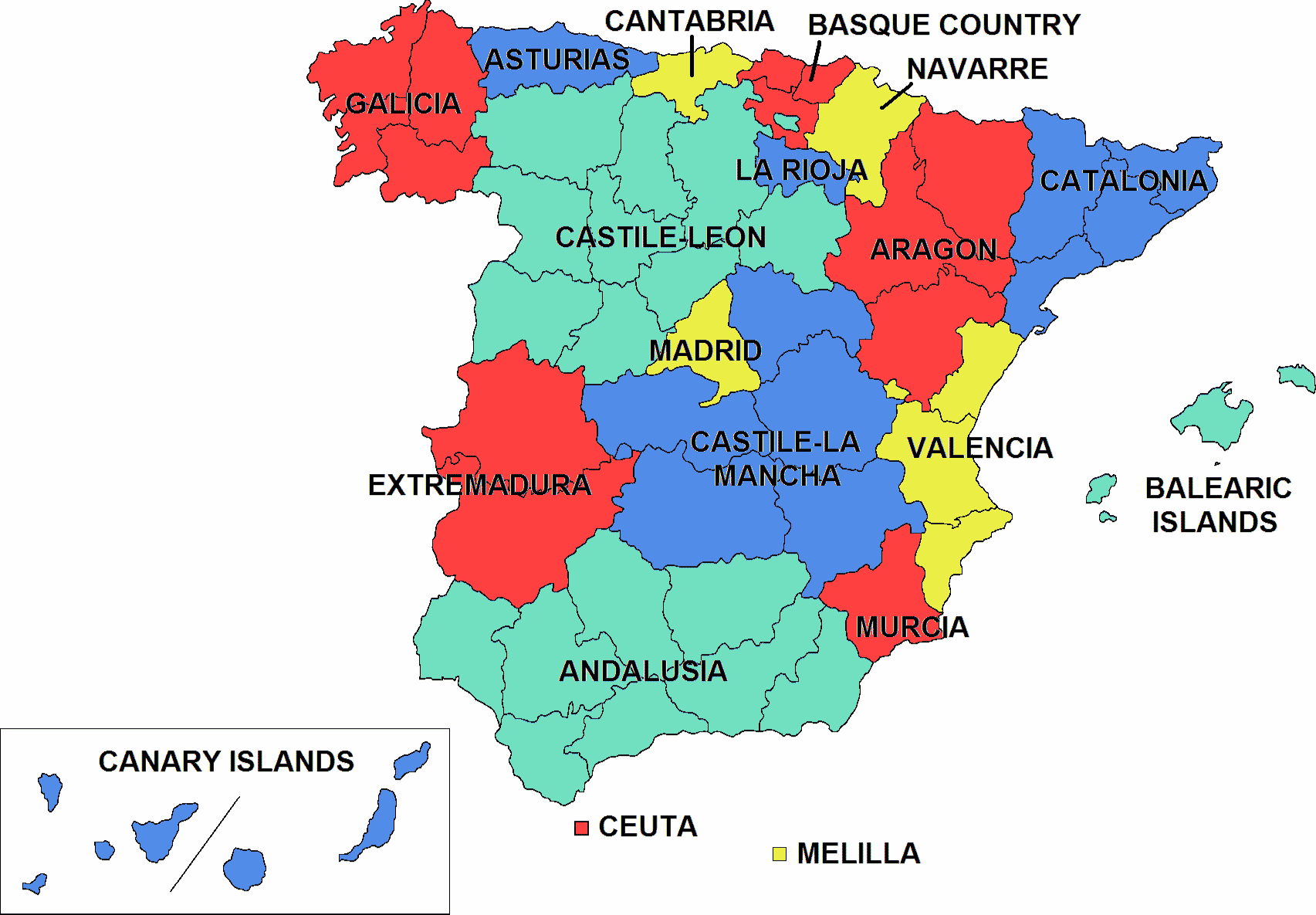
بخش‌های خودمختار اسپانیا

بخش خودمختار اسپانیا نخستین تقسیم‌بندی در پادشاهی اسپانیا است که بنابر قانون اساسی اسپانیا ایجاد شده‌است. ماده دوم از قانون اساسی اسپانیا خودگردانی را حق «گروه‌های قومی و بخش‌های مختلف» می‌داند و بر «اتحاد پایان‌ناپذیر ملت اسپانیا» تأکید می‌کند. هم‌اکنون اسپانیا ۱۷ بخش خودمختار و ۲ شهر خودمختار دارد.

## فهرست بخش‌ها
چنانچه گفته شد، اسپانیا ۱۷ بخش خودمختار دارد:
- اندلس
- آراگون
- آستوریاس
- جزایر بالئارس
- سرزمین باسک
- جزایر قناری
- کانتابریا
- کاستیا-لامانچا
- کاستیا-لئون
- کاتالونیا
- اکسترمادورا
- گالیسیا
- لاریوخا
- مادرید
- مورسیا
- نابارا
- والنسیا

## شهرهای خودمختاروپلازاس دسوبرانیا
- سئوتا و ملیلیه. این دو در اسپانیایی شهر خودمختار نامیده شده‌اند. از نظر قانونی این دو بین بخش خودمختار و شهر عادی قرار دارند. از یک سو مجلس‌های خودمختار این دو شهر نمی‌توانند قانون‌های خودمختار تصویب کنند، اما از سوی دیگر آن‌ها می‌توانند قواعدی برای اجرای قانون‌ها بگذرانند که این شوراهای شهر دامنه عمل بیشتری برای آنها فراهم می‌سازد.

جزیره‌های زیر نیز جزء شهرهای خودمختار به‌شمار آمده‌اند:
- جزایر چافاریناس (Islas Chafarinas)
- پنیون د آلهوسماس (Peñón de Alhucemas)
- پنیون د وِلِز د لا گومرا (Peñón de Vélez de la Gomera)